# Família Briênio
Briênio (em grego: Βρυέννιος; romaniz.: Bryénnios; em latim: Bryennius), de forma feminina Brienissa (em grego: Βρυέννισσα; romaniz.: Bryénnissa), foi o nome duma família nobre bizantina que ascendeu à proeminência nos séculos XI-XII, principalmente como comandantes militares. A etimologia do nome é incerta. Os primeiros membros aparecem no século IX, com o estratego Teoctisto Briênio. Nenhum deles é conhecido do século X, mas reaparecem na segunda metade do século XII, quando ascenderam para altos comandos militares e associaram-se com a dinastia comnena. Membros da família mantiveram altas posições através do século XII, e são documentados até o século XV.

## Membros notáveis
- Teoctisto Briênio - (fl. 842) - estratego do Tema do Peloponeso;
- Aleixo Briênio - mega-duque em 1156;
- José Briênio (ca. 1350 – 1430) - monge e escritor;
- Manuel Briênio (fl. 1300) - estudioso;
- Nicéforo Briênio (fl. anos 1050) - general e etnarca;
- Nicéforo Briênio, o Velho (fl. anos 1070) - general, filho do etnarca, que tentou tomar o trono de Miguel VII Ducas em 1077-1078;
- João Briênio - general, irmão do anterior;
- Nicéforo Briênio, o Jovem (1062–1137) - filho ou neto do anterior, general, estadista e historiador, marido de Ana Comnena.

## Biografia
- Kazhdan, Alexander Petrovich (1991). The Oxford Dictionary of Byzantium. Nova Iorque e Oxford: Oxford University Press. ISBN 0-19-504652-8